# Hohenzollern Löwe 120 PS
Der Typ Löwe 120 PS waren schmalspurige Dampflokomotiven von Hohenzollern. Eine Lokomotive, die bei der Zuckerfabrik Wierschoslawitz im heutigen Polen lief, ist als Exponat im Eisenbahnmuseum Sochaczew erhalten.

## Geschichte

### Vorkriegszeit
Die Zuckerfabrik Wierschoslawitz kaufte im Jahr 1913 von Hohenzollern die Lokomotive mit der Fabriknummer 2008 für ihre Zuckerrübenbahn mit der Spurweite von 900 mm. Sie erhielt die Betriebsnummer 6. Die Tenderlokomotive besaß keine ausreichenden Vorräte an Kohle und Wasser, deshalb wurde in der Werkstatt der Zuckerfabrik ein kleiner zweiachsiger Tender gebaut. Die Lok wurde bis zur Stilllegung der Zuckerfabrik im Jahr 1941 verwendet. Die gesamten Gleisanlagen und das Inventar wurde an benachbarte Zuckerfabriken weitergegeben.
Die Lokomotive erhielt die nur wenige Kilometer entfernte Zuckerfabrik in Tuczno und bekam die neue Nummer 1 mit den Initialen CT. Während der deutschen Besetzung Polens im Zweiten Weltkrieg wurde das gesamte Gleisnetz der Zuckerrübenbahn auf die Spurweite von 750 mm umgespurt. Die Lokomotive CT 1 wurde im Jahr 1943 im damaligen Reichsbahnausbesserungswerk Bromberg neben einer Kesselhauptuntersuchung auf die Spurweite von 750 mm umgespurt. Neben dem Austausch des Laufwerkes bekam die Lokomotive auch eine geänderte Zug- und Stoßeinrichtung in Form einer für Schmalspurbahnen üblichen Balancierhebelkupplung.

### Nach dem Zweiten Weltkrieg
Die Lokomotive überstand den Zweiten Weltkrieg und wurde als CT 1 bis 1976 bei der Zuckerfabrik betrieben. Danach wurde die sie bei der Fabrik als Denkmal aufgestellt. Nach mehrjährigen Verhandlungen wurde sie vom Eisenbahnmuseum Warschau übernommen, und seit 1997 steht sie im Eisenbahnmuseum in Sochaczew als Exponat.

## Konstruktion
Die Lokomotive besitzt einen für zweiachsige Lokomotiven sehr leistungsfähigen Kessel mit einer hohen Verdampfungsheizfläche. Das hat die Folge, dass die Lokomotive eine hohe Achslast besitzt.
Der Blechrahmen ist mit einer Blechstärke von 12 mm ausgeführt, der auch als Wasserkastenrahmen ausgebildet ist. Die Lokomotive besitzt neben dem Kessel zwei seitliche Kästen, die zur Bunkerung des Kohlenvorrates dienten. Als Pufferbohle sind vorn und hinten prägnante trapezförmige Träger vorhanden, die im unteren Bereich nochmals durch Profile verstärkt wurden. Diese Profile tragen die Balancierhebelkupplung. Wahrscheinlich ist diese Form der Pufferbohlen in Form der Umspurung auf 750 mm entstanden, davor existieren keine Fotos der Lok. Im Rahmen sind die zwei Antriebsachsen fest gelagert und durch Blattfedern oberhalb der Achslager abgefedert.
Der gewalzte Flammrohrkessel besaß ursprünglich eine kupferne Feuerbüchse, die im Jahr 1958 im Zakłady Naprawcze Taboru Kolejowego (ZNTK) Nowy Sącz durch eine stählerne ersetzt wurde. Er besteht aus zwei Schüssen. Auf dem ersten Schuss sitzt der Dampfdom mit Regler. Die Rohre vom Regler zur Dampfmaschine verlaufen außerhalb des Kessels. Auf dem zweiten Kesselschuss sitzt der Sanddom, von dem aus ein Sandfallrohr vor die zweite Achse herabführt. Er wurde durch ein mechanisches Gestänge seitlich bedient. Die Lok besaß deutsche Armaturen und ein Sicherheitsventil Bauart Ramsbotton, das später gegen solche der Bauart Pop-Coale ausgetauscht wurde.   Gespeist wurde der Kessel durch zwei Injektoren Bauart Schau mit einer Förderleistung von 40 l/min. Die Zweizylindermaschine besitzt horizontal angeordnete Zylinder mit Flachschieber, die über eine Heusinger-Steuerung die zweite Achse antrieben, der Kreuzkopf wurde einschienig auf der Gleitbahn geführt.
Die Handbremse wirkte auf beide Achsen. Sie wurde durch einen Handhebel bedient, der sich auf der hinteren Seite des Führerstandes befand. Zum Wasserfüllen besaß die Lok einen dampfbetriebenen Ejektor, mit dem über einen Gummischlauch Wasser aus natürlichen Behältern aufgenommen werden konnte. Außer der Dampfpfeife besaß die Lok auch ein Läutewerk Bauart Latowski sowie eine Petroleumbeleuchtung, die im ZNTK später durch eine elektrische mit einem Turbogenerator für 24 V getauscht wurde.